# Abreißen (Musik)

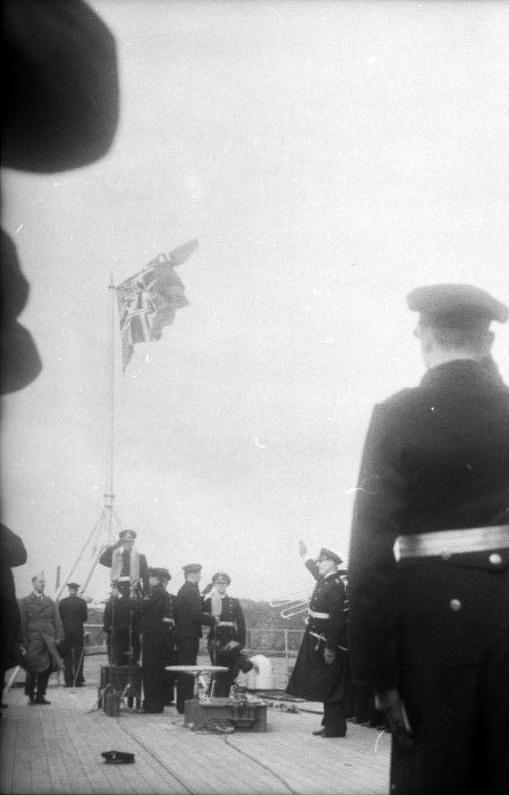
Abreißen bei einer Flaggenparade: Bei der Indienststellung des Schlachtschiffs Bismarck 1940 hat die Flagge soeben die Spitze des Flaggenstocks erreicht (Hintergrund oben), der Leiter des Musikkorps (Bildmitte Hintergrund) setzt entsprechend mit der Dirigentenhand zur Abreiß-Bewegung für den begleitend gespielten Marinepräsentiermarsch an.

Unter Abreißen versteht man im Musikerjargon – insbesondere bei Marschmusik – das abrupte Beenden des Spiels auf Zeichen des musikalischen Leiters, ohne auf die musikalische Gestaltung eines Werkes Rücksicht zu nehmen.

## Allgemeines
Notwendig wird ein Abreißen dann, wenn ein Musikstück nicht um seiner selbst willen, sondern als Untermalung für einen bestimmten (zeremoniellen) Ablauf oder Vorgang aufgeführt wird. Dies trifft insbesondere auf den Bereich der militärischen Marschmusik zu, spielt aber auch – vom militärischen Gebrauch abgeleitet – eine Rolle bei zivilen musikalischen Darbietungsformen. Aufgrund der Zweckbestimmung werden v. a. Präsentiermärsche häufig abgerissen.
Der Begriff des Abreißens entstand vermutlich durch die besonders energisch geführte horizontale Bewegung des Dirigenten mit dem Taktstock, um das „außerplanmäßige“ Ende eines Stückes hervorzuheben.
Das gekonnte Beherrschen des Abreißens gehört in Musikkapellen zu den schwierigsten Übungen und verlangt ein hohes Maß an Disziplin und Aufmerksamkeit der Musiker.

## Ausführung
Der Abriss wird bei der Bundeswehr durch eine ausgreifende seitwärtige Armbewegung des Dirigenten oder Tambourmajors angekündigt. Er erfolgt in der Regel am Ende einer musikalischen Phrase, typischerweise nach vier Takten. Die Ausführung folgt einem festen Ablauf, der sich am gleichbleibenden Rhythmus der großen Trommel orientiert.

Die große Trommel spielt während des gesamten Marsches kontinuierlich ein sich wiederholendes viertaktiges Schlagmuster mit folgendem Aufbau:
Nach jeweils vier Takten beginnt dieses Muster erneut – damit ist jede neue Phrase klar hörbar durch den Wiedereinstieg bei Takt 1 des Schlagmusters definiert.
Am Beginn der letzten Phrase vor dem Abriss, also im ersten Takt des nächsten Durchgangs, streckt der Dirigent oder Tambourmajor den Taktstock erstmals deutlich sichtbar nach oben aus. Diese erste Ausstreckung dient als allgemeine Vorankündigung für das Orchester. Im zweiten Takt der Phrase folgt eine weitere, identisch ausgeführte Ausstreckung, die dauerhaft oben gehalten wird. Mit Beginn dieses zweiten Takts wechselt die große Trommel vom regulären Marschrhythmus zu einem synkopierten Schlagmuster, das in der Regel aus vier Synkopen über zwei Takte besteht. Dadurch wird die Aufmerksamkeit der Musiker auf das bevorstehende Ende des Spiels gelenkt und das erwünschte gleichzeitige Beenden auf dem letzten, fünften Schlag (bzw. dem ersten Schlag des Folgetakts) erleichtert.
Abreißmuster (kann variieren, wichtig sind deutlich abgehobene Schläge, damit alle Musiker den Abriss hören und mitbekommen.)
Der Dirigent hält den Taktstock während dieser Phase weiterhin oben. Im darauffolgenden Takt – auf der ersten oder zweiten Zählzeit („Abriss auf Fünf“) – erfolgt die eigentliche Abrissbewegung: meist ein abruptes Wischen zur Seite oder ein klares Abwärtsführen des Taktstocks. Dieses Signal bewirkt das gleichzeitige, präzise Beenden der Musik durch das gesamte Orchester.
Bei Spielmannszügen übernimmt der Tambourmajor diese Funktion mit dem Tambourstab. Die Signale erfolgen analog zum oben beschriebenen Ablauf.

## Beispiele
- Militärisch:
  - Präsentiermärsche werden abgerissen, sobald das Abschreiten einer Front beendet ist.
  - Erklingt ein Präsentiermarsch bei einer Flaggenparade, wird er abgerissen, sobald das Flaggentuch gehisst bzw. niedergeholt ist.
  - Erreicht eine unter klingendem Spiel marschierende Formation den ihr bestimmten Aufmarschort, wird der jeweils gespielte Marsch abgerissen.
- Zivil:
  - Bei Marschwettbewerben von Musikkapellen gehört das möglichst exakte Halten an einem vorbestimmten Punkt und das damit verbundene Abreißen zu den üblichen Aufgabenstellungen.
  - Während der Karnevalszeit gehört insbesondere der Mainzer Narhalla-Marsch zu den obligatorischen Auftrittsstücken von Büttenrednern. Beim Erreichen der Bütt bzw. Verlassen der Bühne nach dem Auftritt wird die Begleitmusik – dem das Militär parodierenden Anspruch gemäß – abgerissen.